# TriStar Pictures

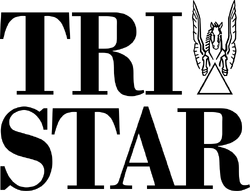
Logotyp i textform.

TriStar Pictures, Inc. (stavat Tri-Star fram till 1991) är ett amerikanskt distributions- och produktionsbolag. 
TriStar ägs Sony Pictures Entertainment (SPE), som i sin tur ett helägt dotterbolag till Sony. SPE äger även Columbia Pictures och Sony Pictures Animation.
TriStars grafiska vinjett består av en vit häst med vingar (Pegasos) som kommer in och sträcker ut sina vingar. Introt har sedan 1980-talet ändrats, men huvuddragen i vinjetten är fortfarande kvar.

## Filmer genom åren (i urval)

### 1980-talet
- 1984 – Birdy
- 1984 – En plats i mitt hjärta
- 1984 – Mupparna på Manhattan
- 1984 – Runaway
- 1984 – Silent Night, Deadly Night
- 1984 – Supergirl
- 1985 – Jultomten
- 1985 – Privat område
- 1985 – Snilleskolan
- 1985 – The Legend of Billie Jean
- 1986 – BMX Hellriders
- 1986 – Ingenting gemensamt
- 1986 – Iron Eagle
- 1986 – Labyrint
- 1987 – Angel Heart
- 1987 – Det sista slagfältet
- 1987 – Järngräs
- 1987 – Misstänkt
- 1987 – The Running Man
- 1988 – Björnen
- 1988 – Det sjunde tecknet
- 1988 – For Keeps
- 1988 – Panik
- 1988 – Red Heat
- 1989 – Hör upp, blindstyre!
- 1989 – Blommor av stål
- 1989 – Lock Up
- 1989 – Titta han snackar!

### 1990-talet
- 1990 – Air America
- 1990 – Avalon
- 1990 – Farligt möte
- 1990 – Titta hon snackar också!
- 1990 – Total Recall
- 1991 – Another You
- 1991 – Bugsy
- 1991 – Fisher King
- 1991 – Hook
- 1991 – Höken är lös
- 1991 – L.A. Story
- 1991 – Terminator 2 - Domedagen
- 1992 – Basic Instinct
- 1992 – Candyman
- 1992 – Fruar och äkta män
- 1992 – Universal Soldier
- 1993 – Cliffhanger
- 1993 – En brud på hugget
- 1993 – Manhattan Murder Mystery
- 1993 – Philadelphia
- 1993 – Rudy
- 1993 – Sömnlös i Seattle
- 1993 – Titta vem som snackar nu!
- 1994 – Frankenstein
- 1994 – Höstlegender
- 1994 – Only You
- 1994 – Princess Caraboo
- 1994 – Wagons East!
- 1995 – Djävul i en blå klänning
- 1995 – Gömstället
- 1995 – Jumanji
- 1995 – Johnny Mnemonic
- 1995 – Snabbare än döden
- 1996 – Jerry Maguire
- 1996 – Matilda
- 1996 – The Fan
- 1997 – Donnie Brasco
- 1997 – Livet från den ljusa sidan
- 1997 – Min bäste väns bröllop
- 1997 – Sju år i Tibet
- 1997 – Starship Troopers[2]
- 1998 – Blodsband
- 1998 – Godzilla
- 1998 – Urban Legend
- 1998 – Vid din sida
- 1998 – Zorro – Den maskerade hämnaren
- 1999 – Jawbreaker
- 1999 – Universal Soldier – Återkomsten

### 2000-talet
- 2000 – Svanen och trumpeten
- 2001 – Life Without Dick
- 2001 – The Order
- 2002 – New Best Friend
- 2002 – Lone Star State of Mind
- 2003 – The Medallion
- 2005 – Lords of Dogtown
- 2005 – Oliver Twist
- 2006 – Premonition
- 2006 – Silent Hill
- 2008 – Cadillac Records
- 2009 – District 9

### 2010-talet
- 2010 – Faster
- 2013 – Elysium
- 2013 – Evil Dead
- 2014 – Pompeii
- 2015 – Ricki and the Flash

### 2020-talet
- 2022 – Roald Dahl's Matilda the Musical
- 2022 – The Woman King
- 2022 – Whitney Houston: I Wanna Dance with Somebody
- 2023 – Thanksgiving
- 2023 – The Book of Clarence
- 2024 – Here